# Dominic West
Dominic Gerard Francis Eagleton West (n. 15 octombrie 1969, Sheffield, Anglia, Regatul Unit) este un actor, regizor și muzician englez. Este cel mai cunoscut pentru rolul lui Jimmy McNulty din Cartelul crimelor (2002-2008) și cel al lui Noah Solloway din Aventura (2014-2019), pentru care a primit o nominalizare la Globul de Aur. A mai jucat în Chicago (2002), 300 (2007), Punisher: War Zone (2008), John Carter (2012), The Square (2017) și Colette (2018). Dominic a jucat și rolul dr. Chris Cox în serialul Sky One Brassic. 